# برج وقف القدس
برج وقف القدس هو ناطحة سحاب متعددة الأغراض قيد الانتظار في الدوحة، قطر. تم وضع حجر الأساس في عام 2009 ولكن تم إيقاف البناء في ربيع عام 2010. تم إلغاؤه في 1 أكتوبر 2017.